# Ferrocarril en Estados Unidos

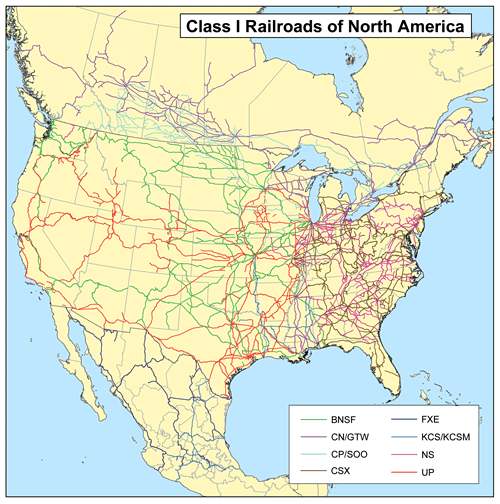
Mapa de los ferrocarriles de clase I en Norteamérica en 2006.

El transporte ferroviario en Estados Unidos consiste principalmente en trenes de mercancías, con una red bien integrada de ferrocarriles privados de mercancías de ancho estándar que se extiende hasta Canadá y México. El servicio de pasajeros es principalmente de transporte público y trenes de cercanías en las principales ciudades. El servicio de pasajeros interurbano, que en su día fue una parte importante y vital de la red de transporte de pasajeros del país, desempeña hoy en día un papel limitado en comparación con los modelos de transporte de muchos otros países.

## Historia

### 1720–1825
Se dice que se utilizó un ferrocarril en la construcción de la fortaleza del Real Ejército Francés en Louisburg, Nueva Escocia, en 1720. Entre 1762 y 1764, al término de la Guerra franco-india, los ingenieros del ejército británico construyeron un ferrocarril de gravedad (tranvía mecanizado) (Montresor's Tramway) que ascendía por el escarpado terreno de la ribera del río Niágara en el Niagara Portage (que los senecas locales llamaban "Crawl on All Fours") en Lewiston, Nueva York.

### 1826–1850

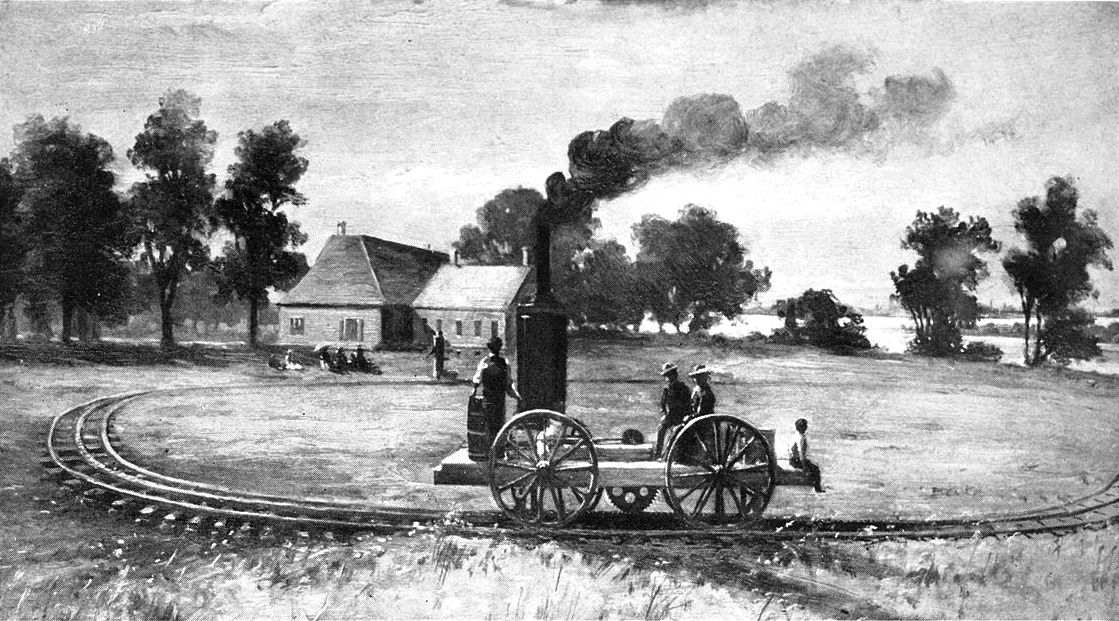
Primera locomotora americana sobre raíles en Castle Point, dibujo, Hoboken, c. 1826.

Durante este periodo, los estadounidenses observaron de cerca el desarrollo de los ferrocarriles en el Reino Unido. La principal competencia provenía de los canales, muchos de los cuales estaban en funcionamiento bajo propiedad estatal, y de los barcos de vapor de propiedad privada que surcaban el vasto sistema fluvial de la nación. En 1829, Massachusetts preparó un elaborado plan. El apoyo del gobierno, especialmente el envío de oficiales del Cuerpo de Ingenieros del Ejército de los Estados Unidos -el único depositario de conocimientos de ingeniería civil del país-, fue crucial para ayudar a la empresa privada a construir casi todos los ferrocarriles del país. Los oficiales del Cuerpo de Ingenieros del Ejército inspeccionaron y seleccionaron rutas, planificaron, diseñaron y construyeron derechos de paso, vías y estructuras, e introdujeron el sistema de informes del Ejército y la rendición de cuentas a las compañías ferroviarias. Más de uno de cada diez de los 1.058 graduados de la Academia Militar de Estados Unidos en West Point entre 1802 y 1866 se convirtieron en presidentes de empresas, ingenieros jefes, tesoreros, superintendentes y directores generales de compañías ferroviarias. Entre los oficiales del Ejército que asistieron así a la construcción y gestión de los primeros ferrocarriles estadounidenses se encuentran Stephen Harriman Long, George Washington Whistler y Herman Haupt.
Los gobiernos estatales concedieron cartas que creaban la corporación empresarial y otorgaban un derecho limitado de dominio eminente, lo que permitía al ferrocarril comprar los terrenos necesarios, incluso si el propietario se oponía.

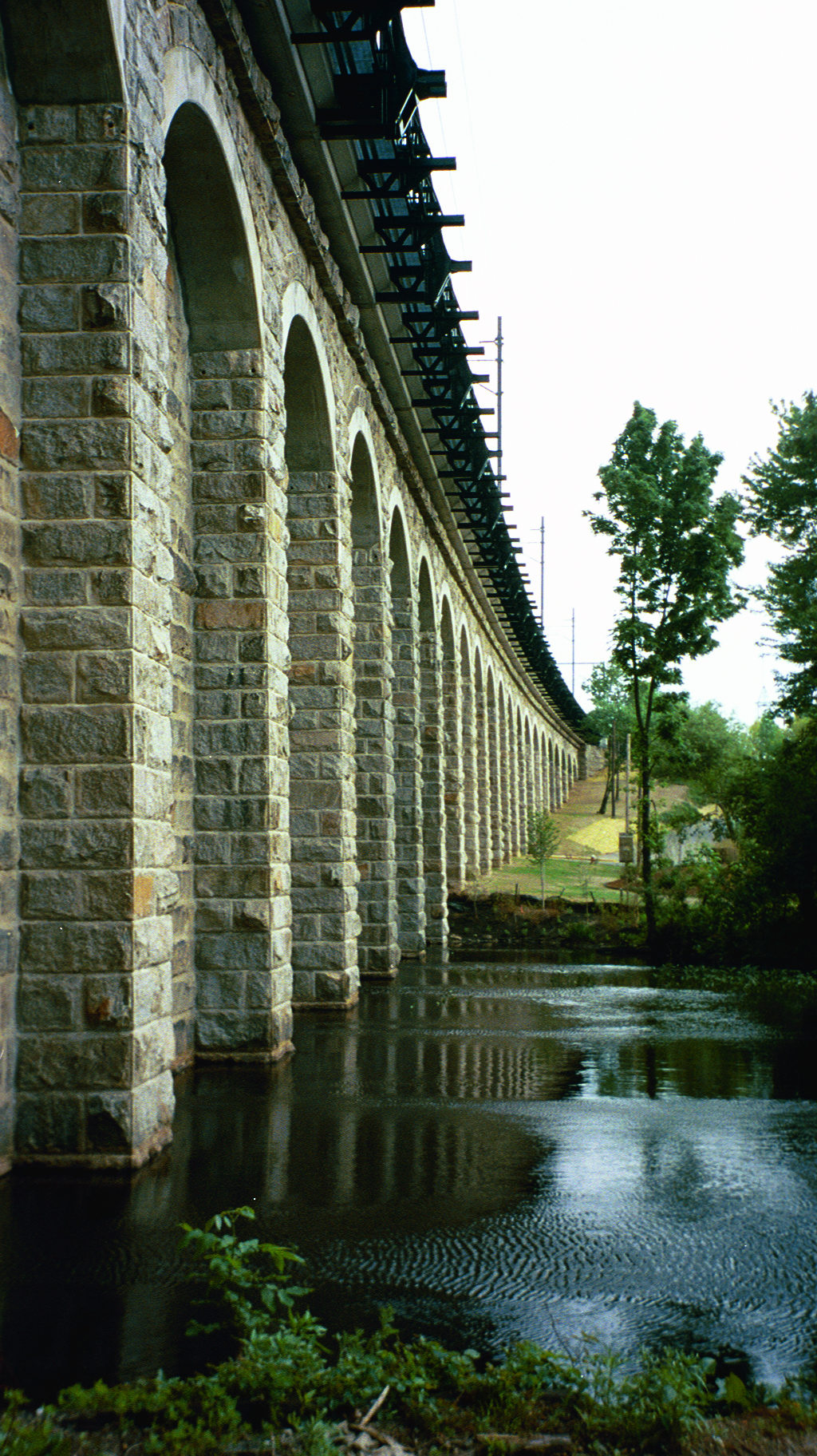
El viaducto de Canton, que todavía se utiliza en el Corredor Noreste, se construyó en 1834.

Baltimore and Ohio Railroad (B&O) se constituyó en 1827 para construir un ferrocarril de vapor al oeste de Baltimore, Maryland, hasta un punto del río Ohio. El 24 de mayo de 1830 comenzó el servicio regular de mercancías en su primer tramo. El primer ferrocarril que transportó pasajeros y, por accidente, el primer ferrocarril turístico, comenzó a operar en 1827. Se trataba de la Lehigh Coal & Navigation Company, inicialmente un ferrocarril de gravedad que transportaba carbón de antracita cuesta abajo hasta el canal de Lehigh y utilizaba la fuerza de las mulas para volver a subir nueve millas por la montaña; pero, en el verano de 1829, como documentan los periódicos, ya transportaba regularmente pasajeros. Más tarde, con el nombre de Summit Hill & Mauch Chunk Railroad, añadió una vía de retorno por cable impulsada por vapor para un funcionamiento verdaderamente bidireccional en 1843, y funcionó como empresa de transporte común y camino turístico desde la década de 1890 hasta 1937. Con una duración de 111 años, la SH&MC es descrita por algunos como la primera montaña rusa del mundo.
El primer ferrocarril de transporte común construido en el noreste fue el Mohawk & Hudson Railroad; constituido en 1826, comenzó a operar en agosto de 1831. Pronto, una segunda línea de pasajeros, el Saratoga & Schenectady Railroad, comenzó a prestar servicio en junio de 1832.
En 1835 la B&O completó un ramal desde Baltimore hacia el sur hasta Washington D. C. Boston & Providence Railroad se constituyó en 1831 para construir un ferrocarril entre Boston, Massachusetts y Providence, Rhode Island; la carretera se completó en 1835 con la finalización del viaducto de Canton en Canton, Massachusetts.
Se construyeron numerosas líneas cortas, sobre todo en el sur, para proporcionar conexiones con los sistemas y barcos fluviales habituales en la época. En Luisiana, el Pontchartrain Rail-Road, una ruta de 8,0 km que conectaba el río Misisipi con el lago Pontchartrain en Nueva Orleans, se completó en 1831 y funcionó durante más de un siglo. Terminado en 1830, el Tuscumbia, Courtland & Decatur Railroad se convirtió en el primer ferrocarril construido al oeste de los Montes Apalaches; conectaba las dos ciudades de Alabama, Decatur y Tuscumbia.
Pronto se formaron otras vías que a su vez serían compradas o fusionadas en entidades mayores. El Camden & Amboy Railroad (C&A), el primer ferrocarril construido en Nueva Jersey, completó su ruta entre sus ciudades homónimas en 1834. El C&A funcionó con éxito durante décadas conectando la ciudad de Nueva York con el valle de Delaware, y acabaría formando parte del Ferrocarril de Pensilvania.

### 1851–1900
En 1850 se habían construido más de 14.000 km de líneas ferroviarias. La ruta hacia el oeste de la B&O llegó al río Ohio en 1852, siendo el primer ferrocarril de la costa este en hacerlo. Las compañías ferroviarias del norte y del medio oeste construyeron redes que unían casi todas las ciudades importantes en 1860.

#### Ferrocarril transcontinental

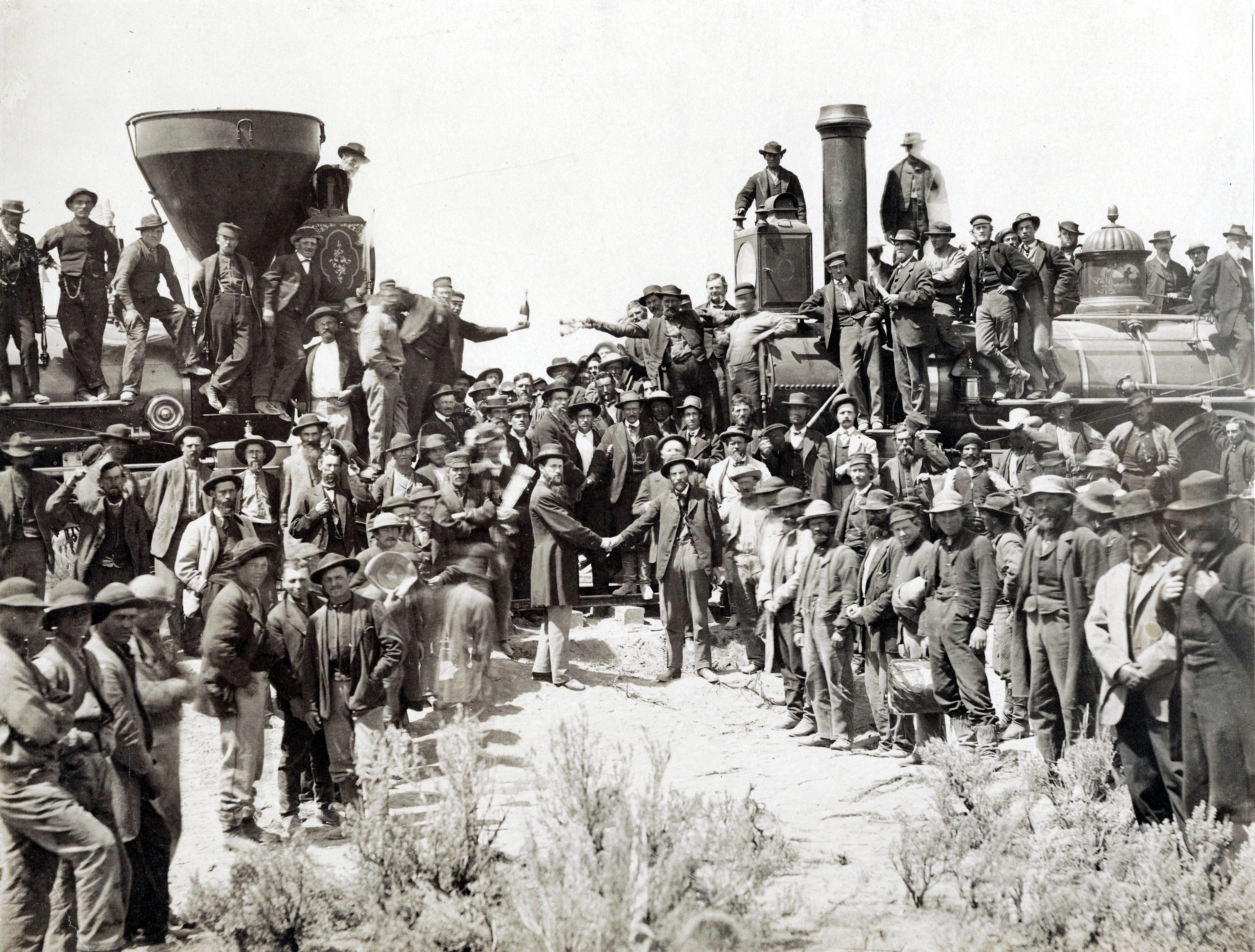
Celebración de la unión del ferrocarril en Promontory Summit, Utah, mayo de 1869.

El primer ferrocarril transcontinental de Estados Unidos se construyó a través de Norteamérica en la década de 1860, uniendo la red ferroviaria del este de Estados Unidos con California, en la costa del Pacífico. Terminado el 10 de mayo de 1869 en el acto de la espiga dorada en Promontory Summit (Utah), creó una red de transporte mecanizado a escala nacional que revolucionó la población y la economía del Oeste americano, catalizando la transición de los trenes de carros de las décadas anteriores a un sistema de transporte moderno. Alcanzó el estatus de primer ferrocarril transcontinental al conectar una miríada de ferrocarriles del este de Estados Unidos con el Océano Pacífico. Sin embargo, no fue el ferrocarril más largo del mundo, ya que el Grand Trunk Railway (GTR) de Canadá ya había acumulado en 1867 más de 2.055 kilómetros de vía al conectar Portland (Maine) y los tres estados del norte de Nueva Inglaterra con las provincias atlánticas canadienses, y hacia el oeste hasta Port Huron (Míchigan) a través de Sarnia (Ontario).
Autorizado por la Ley de Ferrocarriles del Pacífico de 1862 y fuertemente respaldado por el gobierno federal, el primer ferrocarril transcontinental fue la culminación de un movimiento de décadas para construir dicha línea y fue uno de los logros más importantes de la presidencia de Abraham Lincoln, completado cuatro años después de su muerte. La construcción del ferrocarril requirió enormes hazañas de ingeniería y mano de obra en el cruce de las Grandes Llanuras y las Montañas Rocosas por parte de la Union Pacific Railroad (UP) y la Central Pacific Railroad, las dos empresas fletadas por el gobierno federal que construyeron la línea hacia el oeste y el este respectivamente. La construcción del ferrocarril estuvo motivada, en parte, por la necesidad de mantener unida a la Unión durante las luchas de la guerra civil estadounidense. Aceleró sustancialmente el poblamiento del Oeste por parte de los colonos, lo que condujo al rápido cultivo de nuevas tierras agrícolas. La Central Pacific y la Southern Pacific Railroad combinaron sus operaciones en 1870 y se fusionaron formalmente en 1885; la Union Pacific compró originalmente la Southern Pacific en 1901 y se vio obligada a desprenderse de ella en 1913, pero la retomó en 1996.
Gran parte de la calzada original sigue en uso hoy en día y es propiedad de UP, que desciende de los dos ferrocarriles originales.

#### Selección del ancho de vía

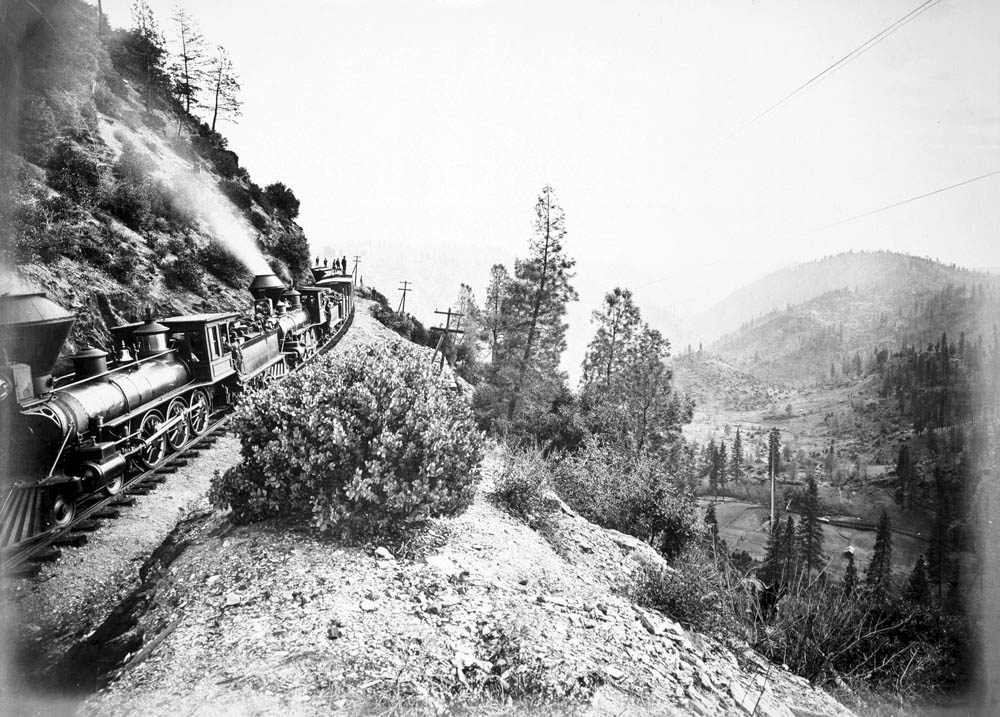
Ferrocarril Central Pacific en Cape Horn hacia 1880.

Muchos ferrocarriles canadienses y estadounidenses utilizaban originalmente diversos anchos de vía, pero la mayoría se convirtieron a 1.435 mm en 1886, cuando se produjo la conversión de gran parte de la red ferroviaria del sur de 1.524 mm. Esto y la estandarización de los acoplamientos y los frenos de aire permitieron la puesta en común y el intercambio de locomotoras y material rodante.

#### Impacto del ferrocarril en la economía
| Región                         | 1850  | 1860   | 1870   | 1880   | 1890    |
| ------------------------------ | ----- | ------ | ------ | ------ | ------- |
| Nueva Inglaterra               | 2.507 | 3.660  | 4.494  | 5.982  | 6.831   |
| Middle States                  | 3.202 | 6.705  | 10.964 | 15.872 | 21.536  |
| Southern States                | 2.036 | 8.838  | 11.192 | 14.778 | 29.209  |
| Western States and Territories | 1.276 | 11.400 | 24.587 | 52.589 | 62.394  |
| Pacific States and Territories |       | 23     | 1.677  | 4.080  | 9.804   |
| Totales                        | 9.021 | 30.626 | 52.914 | 93.301 | 129.774 |

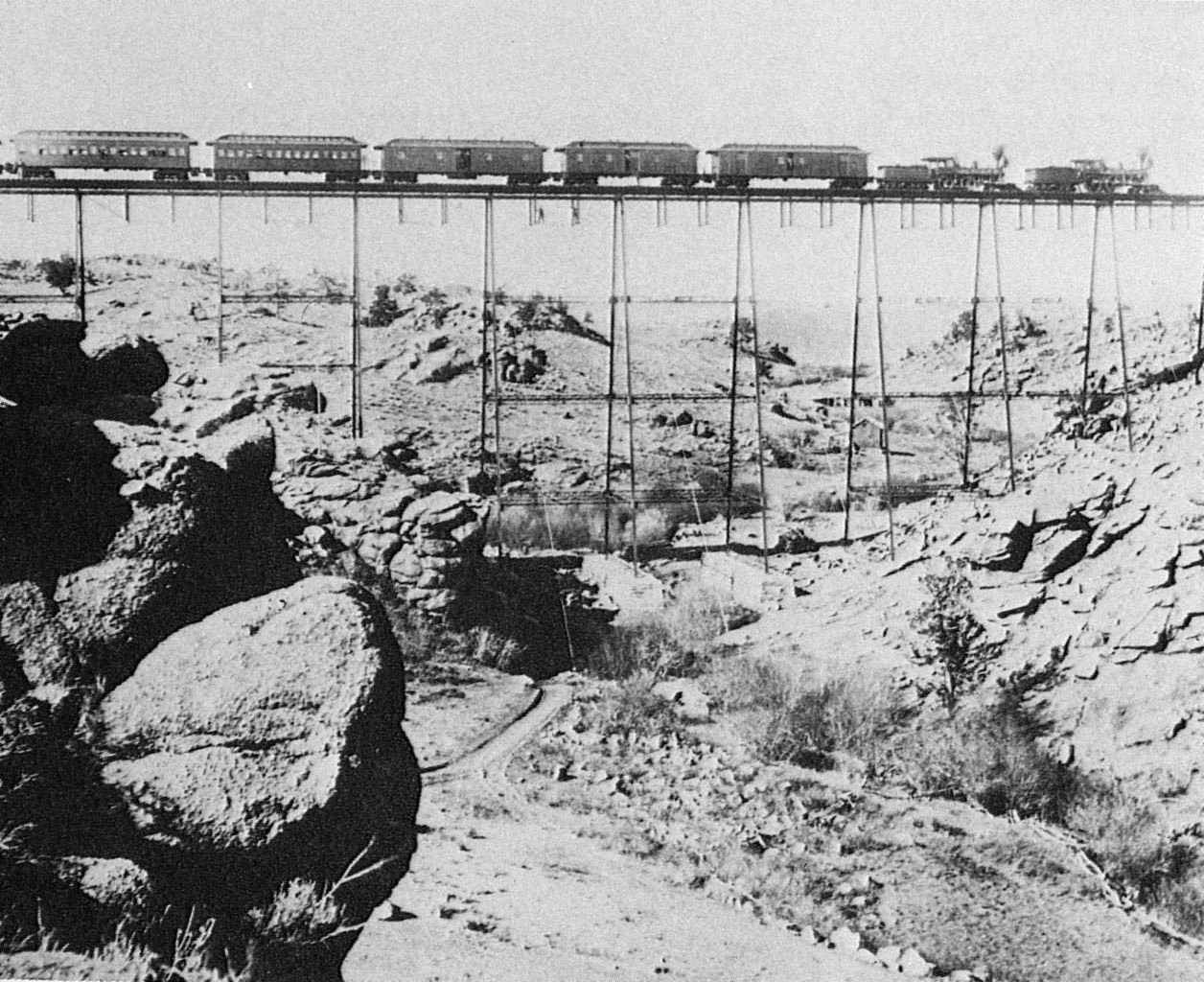
Tren circulando por el viaducto de hierro de Dale Creek, Wyoming, hacia 1860.

El ferrocarril tuvo su mayor impacto en el sistema de transporte estadounidense durante la segunda mitad del siglo XIX. La interpretación histórica estándar sostiene que los ferrocarriles fueron fundamentales para el desarrollo de un mercado nacional en Estados Unidos y sirvieron de modelo de cómo organizar, financiar y gestionar una gran empresa, además de permitir el crecimiento de la población estadounidense fuera de las regiones del este.

##### Tesis de despegue
En 1944, el historiador económico estadounidense Leland Jenks (que había realizado un análisis basado en la teoría de la innovación de Joseph Schumpeter) afirma igualmente que los ferrocarriles tuvieron un impacto directo en el crecimiento de la renta real de Estados Unidos y un impacto indirecto en su expansión económica. En su tesis del despegue rostoviano, Walt W. Rostow desarrolló sistemáticamente el modelo de Jenks según el cual los ferrocarriles fueron cruciales para el crecimiento económico estadounidense. Según Rostow, los ferrocarriles fueron los responsables del "despegue" de la industrialización estadounidense en el periodo de 1843-1860. Este "despegue" del crecimiento económico se produjo porque el ferrocarril contribuyó a reducir los costes de transporte, a transportar nuevos productos y mercancías a los mercados comerciales y, en general, a ampliar el mercado. Además, el desarrollo de los ferrocarriles estimuló el crecimiento de las modernas industrias del carbón, el hierro y la ingeniería, todas ellas esenciales para un mayor crecimiento económico. Según la tesis del despegue de Rostow, los ferrocarriles generaron nuevas inversiones, que simultáneamente ayudaron a desarrollar los mercados financieros en Estados Unidos.
Los historiadores económicos estadounidenses contemporáneos han cuestionado esta visión convencional. Los hallazgos respectivos de Robert Fogel y Albert Fishlow no apoyan la afirmación de Rostow de que los ferrocarriles estimularon la industrialización generalizada al aumentar la demanda de carbón, hierro y maquinaria. Basándose en datos históricos, Robert Fogel descubrió que el impacto de los ferrocarriles en las industrias del hierro y el acero fue mínimo: de 1840 a 1860, la producción ferroviaria utilizó menos del 5% del arrabio total producido. Además, según Fogel, solo el 6% de la producción total de carbón de 1840 a 1860 fue consumida por los ferrocarriles a través del consumo de productos de hierro. Al igual que Fogel, Fishlow demostró que la mayoría de los ferrocarriles utilizaron muy poco carbón durante este periodo porque pudieron quemar madera en su lugar. Fishlow también encontró que el hierro utilizado por los ferrocarriles era solo el 20% del consumo neto en la década de 1850.

##### Fogel y la cuestión "esencial"
Fogel concluye que los ferrocarriles fueron importantes pero no "esenciales" para el crecimiento de finales del siglo XIX en Estados Unidos, en el sentido de que existía una alternativa posible aunque nunca se probara. Fogel se centra en el "ahorro social" creado por el ferrocarril, que define como la diferencia entre el nivel real de la renta nacional en 1890 y el nivel teórico de la renta nacional si el transporte existiera de algún modo lo más eficiente posible a la ausencia del ferrocarril. Encontró que sin el ferrocarril, el producto nacional bruto (PNB) de Estados Unidos habría sido un 7,2% menor en 1890. Aunque se trata de la mayor contribución al crecimiento del PNB realizada por una sola innovación antes de 1900, este porcentaje solo representa 2-3 años de crecimiento del PNB.
Fogel hace varias suposiciones y decisiones clave en su análisis. En primer lugar, sus cálculos comprenden el transporte entre los mercados primarios del Medio Oeste y los mercados secundarios del Este y el Sur (interregional) y el transporte entre las ciudades y las zonas rurales (intrarregional). En segundo lugar, opta por centrarse en el transporte de cuatro productos agrícolas: trigo, maíz, carne de vacuno y cerdo. En tercer lugar, el cálculo de ahorro social de Fogel tiene en cuenta los costes no incluidos en las tarifas del agua (que incluyen las pérdidas de carga en tránsito, los costes de transbordo, el transporte extra de vagones, el tiempo perdido por la menor velocidad y porque los canales se congelan en invierno, y los costes de capital). Una de las críticas al análisis de Fogel es que no tiene en cuenta las externalidades o los efectos "indirectos" de los ferrocarriles, que (si se incluyeran) podrían haber aumentado su estimación del ahorro social. Los ferrocarriles proporcionaron gran parte de la demanda de los avances tecnológicos en una serie de áreas, como la dinámica del calor, la ingeniería de la combustión, la termodinámica, la metalurgia, la ingeniería civil, el mecanizado y la fabricación de metales. Además, Fogel no habla del papel que desempeñaron los ferrocarriles en el desarrollo del sistema financiero o en la atracción de capital extranjero, que de otro modo no habría estado disponible.

##### Albert Fishlow
Fishlow estima que el ahorro social del ferrocarril -o lo que él denomina "beneficios directos"- fue mayor que el calculado por Fogel. La investigación de Fishlow puede indicar que el desarrollo de los ferrocarriles influyó significativamente en la renta real de Estados Unidos. En lugar del término "ahorro social" de Fogel, Fishlow utiliza el término "beneficios directos" para describir la diferencia entre el nivel real de la renta nacional en 1859 y el nivel teórico de los la renta utilizando los medios alternativos menos costosos, pero existentes. Fishlow calculó el ahorro social en 1859 en un 4% del PNB y en 1890 en un 15% del PNB, más alto que la estimación de Fogel del 7,2% en 1890.

#### Monopolios, legislación antimonopolio y regulación
Industriales como Cornelius Vanderbilt y Jay Gould se enriquecieron gracias a la propiedad de los ferrocarriles, ya que grandes compañías ferroviarias como la New York Central, la Grand Trunk Railway y la Southern Pacific abarcaban varios estados. En respuesta a las prácticas monopolísticas (como la fijación de precios) y otros excesos de algunos ferrocarriles y sus propietarios, el Congreso creó la Comisión de Comercio Interestatal (ICC) en 1887. La ICC controlaba indirectamente las actividades comerciales de los ferrocarriles mediante la promulgación de una amplia normativa. El Congreso también promulgó leyes antimonopolio para impedir los monopolios ferroviarios, empezando por la Ley Antimonopolio Sherman de 1890.

### 1901–1970
Los principales ferrocarriles concentraban sus esfuerzos en el transporte de mercancías y pasajeros a largas distancias. Sin embargo, muchos contaban con servicios suburbanos cerca de las grandes ciudades, que también podían ser atendidos por líneas de tranvía e interurbanas. El Interurbano era un concepto que dependía casi exclusivamente del tráfico de pasajeros para obtener ingresos. Incapaz de sobrevivir a la Gran Depresión, el fracaso de la mayoría de los Interurbanos en esa época dejó a muchas ciudades sin ferrocarriles suburbanos de pasajeros, aunque las ciudades más grandes como Nueva York, Chicago, Boston y Filadelfia siguieron teniendo servicio suburbano. Los servicios emblemáticos de pasajeros de los grandes ferrocarriles incluían viajes de varios días en trenes de lujo que parecían hoteles, que no podían competir con las compañías aéreas en la década de 1950. Las comunidades rurales contaban con trenes lentos que no pasaban más de dos veces al día. Sobrevivieron hasta la década de 1960 porque el mismo tren transportaba los vagones de la Oficina Postal Ferroviaria, pagados por el Servicio Postal de Estados Unidos. Estos trenes se retiraron cuando se mecanizó la clasificación del correo.

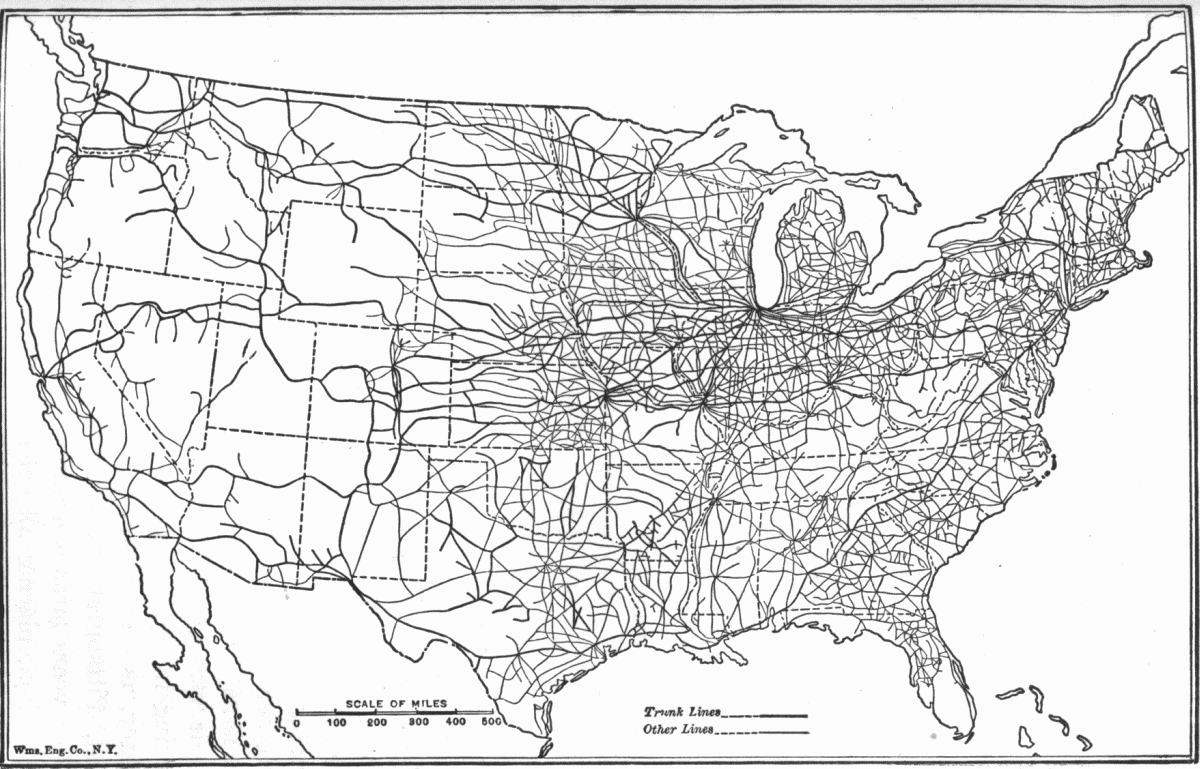
Ferrocarriles de Estados Unidos en 1918.

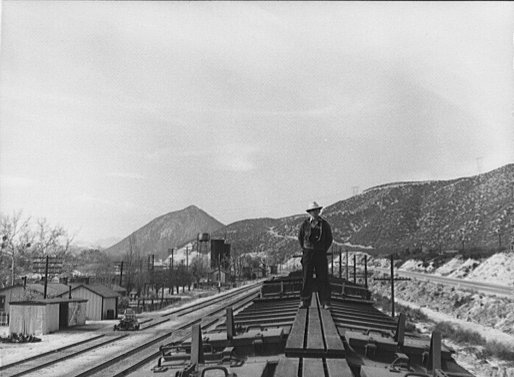
Un tren de mercancías de la Atchison, Topeka and Santa Fe Railway se detiene en Cajon, California, en marzo de 1943 para enfriar su equipo de frenado después de descender el puerto del Cajón. La Ruta 66 de Estados Unidos (un tramo que ahora forma parte de la Interestatal 15) es visible a la derecha del tren.

Ya en la década de 1930, los viajes en automóvil habían empezado a recortar el mercado de pasajeros del ferrocarril, reduciendo en cierta medida las economías de escala, pero fue el desarrollo del Sistema Interestatal de Autopistas y de la aviación comercial en las décadas de 1950 y 1960, así como una regulación cada vez más restrictiva, lo que asestó los golpes más dañinos al transporte ferroviario, tanto de pasajeros como de mercancías. General Motors y otras empresas fueron declaradas culpables de hundir el sector de los tranvías a propósito en lo que se conoce como el Gran escándalo del tranvía de Estados Unidos. No tenía mucho sentido explotar los trenes de pasajeros para promocionar el servicio de mercancías cuando los que tomaban las decisiones sobre el transporte de mercancías viajaban en coche y en avión, y cuando los principales competidores de los ferrocarriles para ese mercado eran las empresas de transporte interestatal.
Pronto, lo único que mantenía en funcionamiento la mayoría de los trenes de pasajeros eran las obligaciones legales. Mientras tanto, las empresas interesadas en utilizar los ferrocarriles para un tráfico de mercancías rentable buscaban formas de librarse de esas obligaciones legales, y parecía que el servicio ferroviario interurbano de pasajeros pronto se extinguiría en Estados Unidos más allá de unos pocos corredores muy poblados. El golpe final para los trenes de pasajeros en Estados Unidos llegó con la pérdida de los ferrocarriles de las oficinas de correos en la década de 1960. El 1 de mayo de 1971, Amtrak, financiada por el gobierno federal, se hizo cargo (con algunas excepciones) de todo el servicio ferroviario interurbano de pasajeros en el territorio continental de Estados Unidos. El Río Grande, con su Denver-Ogden Rio Grande Zephyr y el Southern con su Washington D. C.-Nueva Orleans Southern Crescent optaron por quedarse fuera de Amtrak, y el Rock Island, con dos trenes intraestatales de Illinois, estaba demasiado lejos para ser incluido en Amtrak.
El transporte de mercancías seguía trabajando bajo la normativa desarrollada cuando el transporte ferroviario tenía el monopolio del tráfico interurbano y los ferrocarriles solo competían entre sí. Toda una generación de gestores ferroviarios había sido formada para operar bajo este régimen normativo. Los sindicatos y sus normas de trabajo constituían igualmente una formidable barrera para el cambio. La sobrerregulación, la dirección y los sindicatos formaban un "triángulo de hierro" de estancamiento, frustrando los esfuerzos de líderes como Alfred E. Perlman, del New York Central. En particular, la densa red ferroviaria del noreste de EE. UU. necesitaba una poda radical y una consolidación. Un comienzo espectacularmente fallido fue la formación y posterior quiebra de la Penn Central en 1968, apenas dos años después.

### 1970–presente

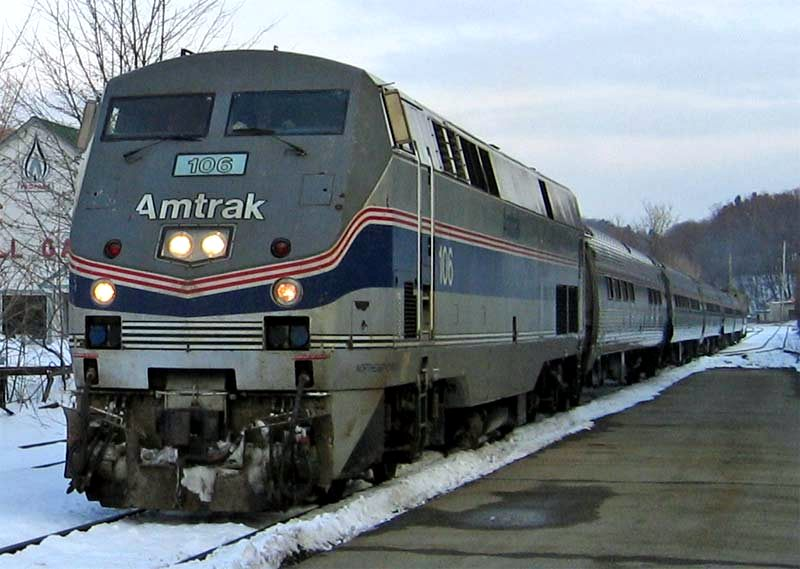
Tren de Amtrak en la estación de Brattleboro, Vermont.

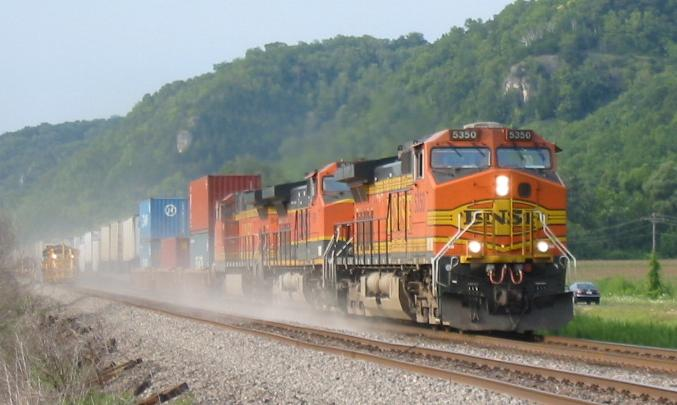
Tren de mercancías de doble pila de BNSF Railway en Wisconsin.

Históricamente, en las rutas en las que un solo ferrocarril ha tenido un monopolio indiscutible, el servicio de pasajeros era tan espartano y tan caro como lo permitían el mercado y la normativa de la ICC, ya que esos ferrocarriles no tenían necesidad de publicitar sus servicios de carga. Sin embargo, en las rutas en las que dos o tres ferrocarriles competían directamente entre sí por el negocio de las mercancías, estos ferrocarriles no escatimaban en gastos para hacer que sus trenes de pasajeros fueran lo más rápidos, lujosos y asequibles posible, ya que se consideraba que era la forma más eficaz de publicitar sus rentables servicios de mercancías.
La Asociación Nacional de Pasajeros de Ferrocarril (NARP) se creó en 1967 para presionar por la continuidad de los trenes de pasajeros. Sus esfuerzos de presión se vieron dificultados por la oposición demócrata a cualquier tipo de subvención a los ferrocarriles privados y la oposición republicana a la nacionalización de la industria ferroviaria. Los defensores de esta iniciativa se vieron favorecidos por el hecho de que pocos en el gobierno federal querían ser responsables de la aparentemente inevitable extinción del tren de pasajeros, que la mayoría consideraba equivalente a un suicidio político. La necesidad urgente de resolver el desastre del tren de pasajeros se vio acentuada por la declaración de quiebra de la Penn Central, el ferrocarril dominante en el noreste de Estados Unidos, el 21 de junio de 1970.
En virtud de la Ley de Servicio de Pasajeros Ferroviarios de 1970, el Congreso creó la Corporación Nacional de Pasajeros Ferroviarios (NRPC) para subvencionar y supervisar la explotación de los trenes de pasajeros interurbanos. La ley establecía que:
- Cualquier ferrocarril que operara un servicio interurbano de pasajeros podía contratar con la NRPC, uniéndose así al sistema nacional.
- Los ferrocarriles participantes entraban en la nueva corporación utilizando una fórmula basada en sus recientes pérdidas de pasajeros interurbanos. El precio de compra podía satisfacerse en efectivo o en material rodante; a cambio, los ferrocarriles recibían material de Amtrak.
- Cualquier ferrocarril participante quedaba liberado de la obligación de explotar el servicio de pasajeros interurbanos a partir de mayo de 1971, excepto los servicios elegidos por el Departamento de Transporte de EE.UU. como parte de un "sistema básico" de servicio y pagados por la NRPC con sus fondos federales.
- Los ferrocarriles que optaron por no adherirse al sistema de Amtrak tuvieron que seguir explotando su servicio de pasajeros existente hasta 1975 y, a partir de entonces, tuvieron que seguir el proceso habitual de aprobación de la ICC para cualquier interrupción o alteración del servicio.

El nombre original de la NRPC era Railpax, que acabó convirtiéndose en Amtrak. En aquel momento, muchos expertos de Washington consideraron que la empresa era una forma de salvar la cara para dar a los trenes de pasajeros el "último hurra" que exigía el público, pero esperaban que la NRPC desapareciera discretamente en unos años cuando el interés del público disminuyera. Sin embargo, aunque el apoyo político y financiero de Amtrak ha sido a menudo inestable, el apoyo popular y político a Amtrak le ha permitido sobrevivir en el siglo XXI.
Del mismo modo, para preservar un sector ferroviario de mercancías en declive, el Congreso aprobó la Ley de Reorganización de los Ferrocarriles Regionales de 1973 (a veces denominada "Ley 3R"). Esta ley fue un intento de salvar las operaciones de carga viables de la Penn Central, que estaba en quiebra, y de otras líneas de las regiones del noreste, el Atlántico Medio y el Medio Oeste. La ley creó la Consolidated Rail Corporation (Conrail), una corporación propiedad del gobierno, que comenzó a operar en 1976. Otra ley, la Railroad Revitalization and Regulatory Reform Act de 1976 (la "Ley 4R"), proporcionó más detalles para las adquisiciones de Conrail y sentó las bases para una desregulación más amplia de la industria ferroviaria. Partes de Penn Central, Erie Lackawanna, Reading Railroad, Ann Arbor Railroad, Central Railroad of New Jersey, Lehigh Valley y Lehigh and Hudson River se fusionaron en Conrail.
La industria del transporte de mercancías continuó su declive hasta que el Congreso aprobó la Ley Staggers Rail en 1980, que desreguló en gran medida el sector ferroviario. Desde entonces, los ferrocarriles de mercancías estadounidenses se han reorganizado, han suspendido rutas poco utilizadas y han vuelto a ser rentables.

## Ferrocarriles de carga

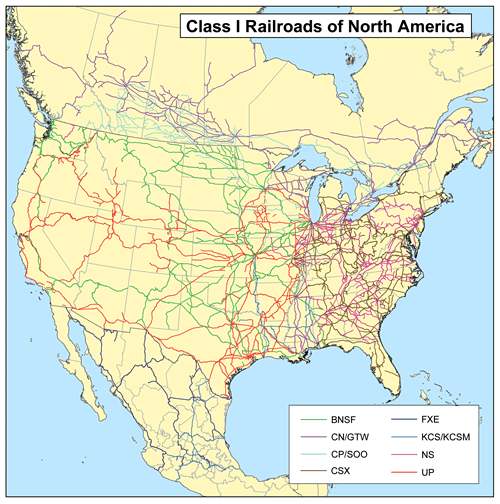
Mapa de 2006 de los ferrocarriles norteamericanos de clase I.

Los ferrocarriles de mercancías desempeñan un importante papel en la economía estadounidense, especialmente para el traslado de importaciones y exportaciones mediante contenedores, y para los envíos de carbón y petróleo. Según la revista británica The Economist, "son universalmente reconocidos en el sector como los mejores del mundo". La productividad aumentó un 172% entre 1981 y 2000, mientras que las tarifas disminuyeron un 55% (tras tener en cuenta la inflación). La cuota del ferrocarril en el mercado estadounidense de mercancías aumentó hasta el 43%, la más alta de cualquier país rico.
Los ferrocarriles estadounidenses siguen desempeñando un papel importante en el transporte de mercancías del país. En 1975 transportaron 750.000 millones de toneladas por milla, que se duplicaron hasta 1,5 billones de toneladas por milla en 2005. En la década de 1950, Estados Unidos y Europa movían aproximadamente el mismo porcentaje de mercancías por ferrocarril; en el año 2000, el porcentaje de mercancías por ferrocarril en Estados Unidos era del 38%, mientras que en Europa solo el 8% de las mercancías viajaban por ferrocarril. En el año 2000, mientras que los trenes estadounidenses movieron 2.390 millones de toneladas de mercancías por kilómetro, la Unión Europea de 15 países solo movió 304.000 millones de toneladas de mercancías por kilómetro. En términos de toneladas por milla, los ferrocarriles mueven anualmente más del 25% de la carga de Estados Unidos y conectan a las empresas entre sí en todo el país y con los mercados de ultramar. En 2018, el transporte ferroviario de mercancías de Estados Unidos tuvo una eficiencia energética de 473 millas por galón de combustible por tonelada de carga.
Los ferrocarriles de mercancías estadounidenses se dividen en tres clases, establecidas por la Junta de Transporte de Superficie, en función de los ingresos anuales:
- Clase I para los ferrocarriles de mercancías con ingresos anuales de explotación superiores a 346,8 millones de dólares en 2006. En 1900, había 132 ferrocarriles de Clase I. Hoy en día, como resultado de las fusiones, quiebras y cambios importantes en la definición reglamentaria de "Clase I", solo hay siete ferrocarriles que operan en los Estados Unidos que cumplen con los criterios de la Clase I. A partir de 2011, los ferrocarriles de carga de Estados Unidos operaban 224.792 km de ancho estándar en los Estados Unidos.
- Clase II para ferrocarriles de mercancías con ingresos entre 27,8 y 346,7 millones de dólares en 2000.
- Clase III para todos los demás ingresos de mercancías.

En 2013, Estados Unidos sacó más petróleo de Dakota del Norte por ferrocarril que por el oleoducto Trans-Alaska. Se prevé que esta tendencia se multiplique por diez en dos años y por 40 en cinco.

### Clases de ferrocarriles de mercancías
Hay cuatro clases diferentes de ferrocarriles de mercancías: Clase I, regionales, de transporte local y de conmutación y terminales. Los ferrocarriles de clase I se definen como aquellos con ingresos de al menos 346,8 millones de dólares en 2006. Representan solo el 1% del número de ferrocarriles de mercancías, pero representan el 67% del kilometraje de la industria, el 90% de sus empleados y el 93% de sus ingresos de mercancías.
Un ferrocarril regional es un ferrocarril de línea con al menos 560 km y/o ingresos entre 40 millones de dólares y el umbral de la Clase I. En 2006 había 33 ferrocarriles regionales. La mayoría tiene entre 75 y 500 empleados.
Los ferrocarriles de línea local operan menos de 560 km y ganan menos de 40 millones de dólares al año (la mayoría gana menos de 5 millones al año). En 2006, había 323 ferrocarriles de línea local. Suelen realizar servicios de punto a punto en distancias cortas.
Los transportistas de conmutación y terminales (S&T) son ferrocarriles que prestan principalmente servicios de conmutación y/o terminales, independientemente de los ingresos. Realizan servicios de recogida y entrega dentro de una zona determinada.

### Tráfico y beneficios públicos

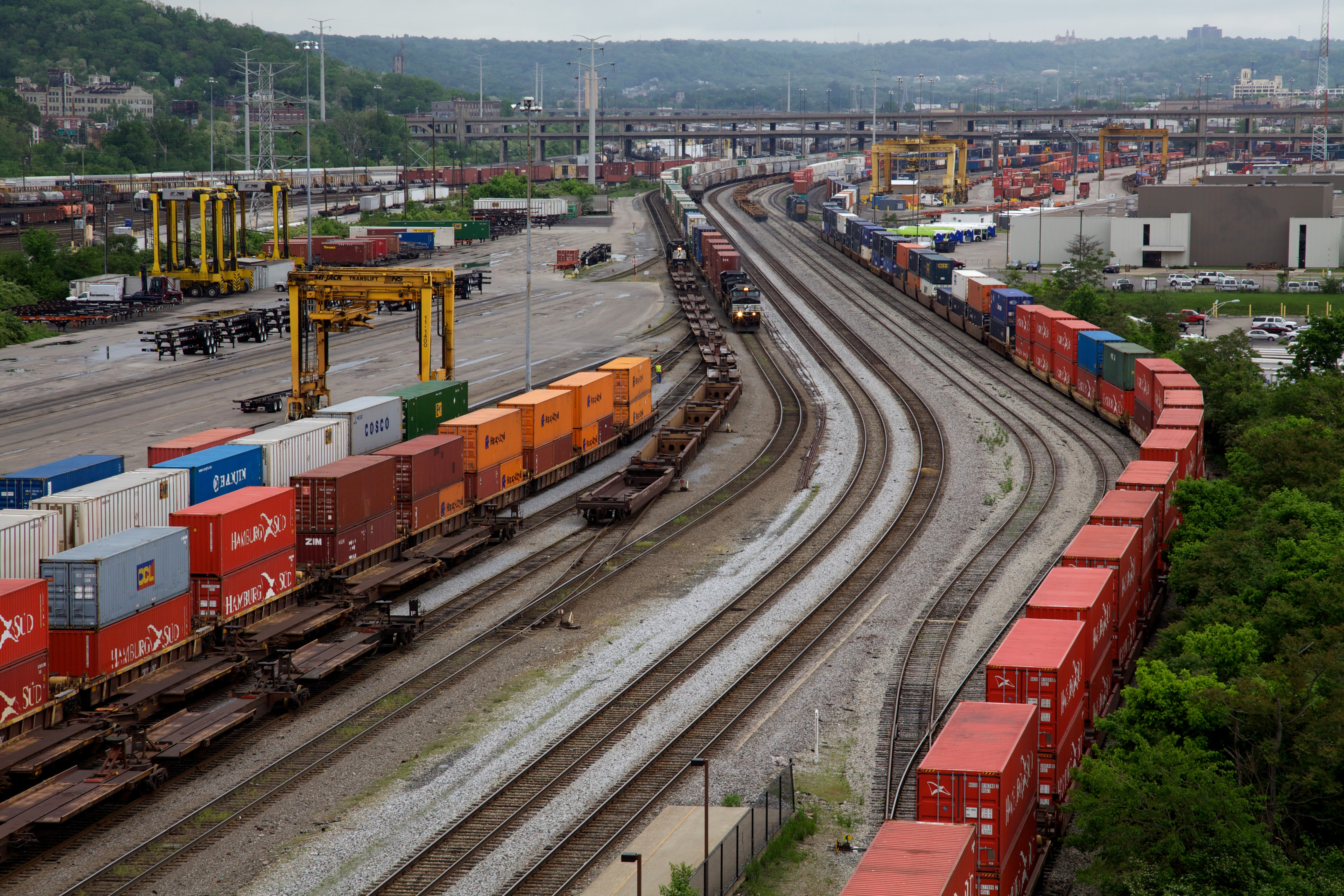
Operaciones de patio de doble pila en Cincinnati.

Los ferrocarriles de carga estadounidenses operan en un mercado altamente competitivo. Para competir eficazmente entre sí y con otros proveedores de transporte, los ferrocarriles deben ofrecer un servicio de alta calidad a precios competitivos. En 2011, dentro de Estados Unidos, los ferrocarriles transportaron el 39,9% de la carga por tonelada-milla, seguidos por los camiones (33,4%), los oleoductos (14,3%), las barcazas (12%) y medios aéreos (0,3%). Sin embargo, la cuota de ingresos de los ferrocarriles ha ido disminuyendo lentamente durante décadas, lo que refleja la intensidad de la competencia a la que se enfrentan y las grandes reducciones de tarifas que los ferrocarriles han trasladado a sus clientes a lo largo de los años.
Los ferrocarriles norteamericanos operaron 1.471.736 vagones de carga y 31.875 locomotoras, con 215.985 empleados. Originaron 39,53 millones de vagones (con una media de 63 toneladas cada uno) y generaron 81.700 millones de dólares en ingresos por transporte de mercancías (2014). El recorrido medio fue de 1475 km. Los ferrocarriles estadounidenses más grandes (Clase 1) transportaron 10,17 millones de contenedores intermodales y 1,72 millones de remolques a cuestas. El tráfico intermodal supuso el 6,2% del tonelaje originado y el 12,6% de los ingresos. Las principales mercancías fueron el carbón, los productos químicos, los productos agrícolas, los minerales no metálicos y el transporte intermodal. Otras mercancías importantes transportadas son la madera, los automóviles y los materiales de desecho. Solo el carbón representó el 43,3% del tonelaje y el 24,7% de los ingresos. El carbón representaba aproximadamente la mitad de la generación de electricidad de Estados Unidos y era una de las principales exportaciones. Al abaratarse el gas natural con respecto al carbón, los suministros de carbón cayeron un 11% en 2015, pero el transporte ferroviario de carbón se redujo hasta un 40%, lo que permitió un aumento del transporte de automóviles por ferrocarril, algunos en vagones de tres niveles. El consumo de carbón en Estados Unidos se redujo de más de 1.100 millones de toneladas en 2008 a 687 millones de toneladas en 2018.
El segmento de tráfico ferroviario que más crece actualmente es el intermodal. El intermodal es el movimiento de contenedores de envío o remolques de camión por ferrocarril y al menos otro modo de transporte, normalmente camiones o buques oceánicos. El intermodal combina la comodidad del transporte de puerta a puerta de los camiones con la economía del transporte de larga distancia de los ferrocarriles. El transporte intermodal por ferrocarril se ha triplicado en los últimos 25 años. Desempeña un papel fundamental en la eficiencia de la logística para los minoristas y otras empresas. La eficiencia del transporte intermodal proporciona a Estados Unidos una enorme ventaja competitiva en la economía mundial. Uno de los principales factores que hacen competitivo el transporte intermodal de mercancías por ferrocarril en Estados Unidos es el uso del transporte ferroviario de doble pila, en el que los contenedores se cargan a dos alturas en vagones especiales, lo que duplica potencialmente el número de contenedores que puede transportar un tren, con la correspondiente reducción de los costes de explotación.

### Ferrocarril de mercancías que colabora con el de pasajeros
Antes de la creación de Amtrak en 1970, el servicio ferroviario interurbano de pasajeros en Estados Unidos era prestado por las mismas empresas que prestaban el servicio de mercancías. Cuando se creó Amtrak, a cambio del permiso del gobierno para abandonar el negocio de los trenes de pasajeros, los ferrocarriles de mercancías donaron material de pasajeros a Amtrak y le ayudaron a empezar con una aportación de capital de unos 200 millones de dólares.
La gran mayoría de las 22.000 millas (unos 35.405 km) en las que opera Amtrak son en realidad propiedad de los ferrocarriles de mercancías. Por ley, los ferrocarriles de mercancías deben conceder a Amtrak el acceso a sus vías si lo solicita. A cambio, Amtrak paga tasas a los ferrocarriles de mercancías para cubrir los costes incrementales del uso por parte de Amtrak de las vías de los ferrocarriles de mercancías.

## Ferrocarriles de pasajeros

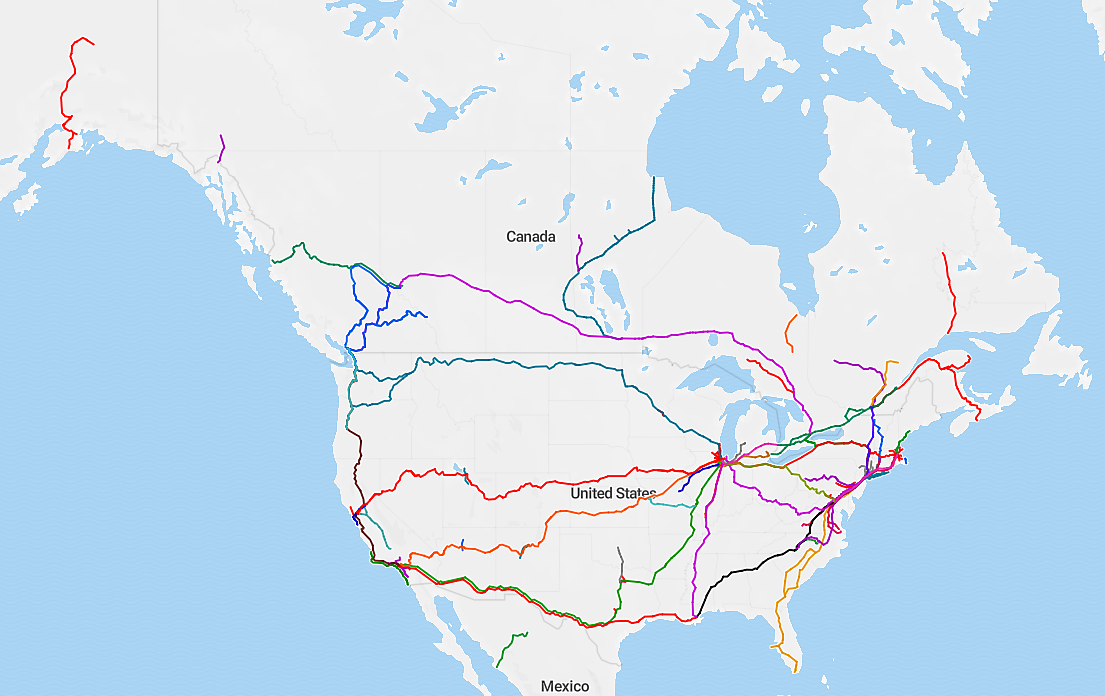
Trenes de pasajeros en Norteamérica. (interactive map)

El único ferrocarril de pasajeros interurbano de larga distancia en el territorio continental de EE.UU. es Amtrak, aunque Brightline tiene previsto ofrecer un servicio interurbano entre Orlando y Miami, y múltiples sistemas ferroviarios de cercanías actuales ofrecen servicios interurbanos regionales, como Nueva York-New Haven, Stockton-San José y West Palm Beach-Miami. En Alaska, el servicio interurbano lo presta Alaska Railroad en lugar de Amtrak. Existen sistemas ferroviarios de cercanías en más de una docena de áreas metropolitanas, pero estos sistemas no están ampliamente interconectados, por lo que el ferrocarril de cercanías no puede utilizarse solo para atravesar el país. Se han propuesto sistemas de cercanías en aproximadamente otras dos docenas de ciudades, pero las interferencias entre los diversos cuellos de botella administrativos de los gobiernos locales y los efectos de la crisis financiera mundial de 2007-2012 han hecho que estos proyectos se retrasen cada vez más, o incluso que se paralicen por completo.
La excepción culturalmente más notable y físicamente más evidente a la falta general de transporte ferroviario de pasajeros en Estados Unidos es el Corredor Noreste entre Washington, Baltimore, Filadelfia, Nueva York y Boston, con importantes ramificaciones en Connecticut y Massachusetts. El corredor gestiona un servicio frecuente de pasajeros, tanto de Amtrak como de cercanías. La propia ciudad de Nueva York destaca por el elevado uso del transporte ferroviario de pasajeros, tanto del metro como del tren de cercanías (Long Island Rail Road, Metro-North Railroad, New Jersey Transit). El sistema de metro es utilizado por un tercio de todos los usuarios de transporte público de Estados Unidos. En Chicago también hay un elevado número de usuarios de ferrocarril, con un sistema local de tren elevado, una de las últimas líneas interurbanas del mundo y el cuarto sistema de trenes de cercanías más utilizado de Estados Unidos: Metra. Otras grandes ciudades con importantes infraestructuras ferroviarias son la SEPTA de Filadelfia, la MBTA de Boston y la red de trenes de cercanías y de tránsito rápido de Washington D. C. Denver (Colorado) construyó un nuevo sistema ferroviario de cercanías electrificado en la década de 2000 para complementar el sistema de tren ligero de la ciudad. Los sistemas ferroviarios de cercanías de San Diego y Los Ángeles, Coaster y Metrolink, se conectan en Oceanside (California). El Área de la Bahía de San Francisco cuenta además con varios operadores ferroviarios locales.
Las operaciones ferroviarias interurbanas de pasajeros de gestión privada también se han reiniciado desde 2018 en el sur de Florida, con rutas adicionales en desarrollo. Brightline es un tren de velocidad alta, gestionado por All Aboard Florida. Comenzó su servicio en enero de 2018 entre Fort Lauderdale y West Palm Beach; su servicio se extendió a Miami en mayo de 2018, con una extensión al Aeropuerto Internacional de Orlando prevista para 2022. Brightline también ha propuesto una nueva ampliación de su servicio de Orlando a Tampa a través de Walt Disney World, y un servicio ferroviario de alta velocidad de Victorville (California) a Las Vegas. Además, la Texas Central Railway está elaborando planes para una propuesta de línea ferroviaria de alta velocidad entre Dallas y Houston con trenes Shinkansen japoneses, que se espera que comience a construirse en 2020 y se inaugure a principios de 2026.

### Tipos de vagones
El diseño básico de un vagón de pasajeros se estandarizó en 1870. En 1900, los principales tipos de vagones eran: equipaje, vagón, combinado, comedor, vagón cúpula, salón, observación, privado, Pullman, Oficina Postal Ferroviaria (RPO) y coche cama.

#### sigloXIX: Primeros vagones de pasajeros y desarrollo inicial

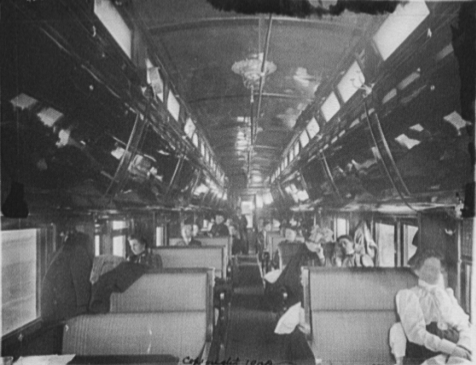
El interior de un vagón Pullman del ferrocarril de Chicago y Alton, hacia 1900.

Los primeros vagones de pasajeros se parecían a las diligencias. Eran cortos, a menudo de menos de 3,05 m de longitud, altos y se desplazaban sobre un solo par de ejes.
Los vagones de correo estadounidenses aparecieron en la década de 1860 y al principio seguían el diseño inglés. Tenían un gancho que atrapaba la bolsa de correo en su báculo.
A medida que la tecnología de las locomotoras avanzaba a mediados del siglo XIX, los trenes crecían en longitud y peso. Los vagones de pasajeros crecieron con ellos, primero haciéndose más largos con la adición de un segundo vagón (uno en cada extremo), y más anchos al mejorar sus suspensiones. Los vagones construidos para el uso europeo presentaban compartimentos con puertas laterales, mientras que el diseño de los vagones americanos favorecía un único par de puertas en un extremo del vagón en el vestíbulo del mismo; los vagones compartimentados de los ferrocarriles americanos presentaban un largo pasillo con puertas desde el vestíbulo hasta los compartimentos.
Una posible razón de esta diferencia en los principios de diseño entre la práctica de construcción de vagones americana y europea podría ser la distancia media entre las estaciones de los dos continentes. Mientras que la mayoría de los ferrocarriles europeos conectaban ciudades y pueblos muy próximos entre sí, los ferrocarriles americanos tenían que recorrer distancias mucho mayores para llegar a sus destinos. La construcción de vagones de pasajeros con un largo pasillo a lo largo del vagón permitía a los pasajeros un fácil acceso al baño, entre otras cosas, en los viajes más largos.
Los vagones restaurante aparecieron por primera vez a finales de la década de 1870 y en la de 1880. Hasta ese momento, la práctica habitual era parar a comer en los restaurantes del trayecto (lo que dio lugar al surgimiento de la cadena de restaurantes Harvey House de Fred Harvey en Estados Unidos). Al principio, el vagón restaurante era simplemente un lugar donde se servían las comidas que se recogían en el trayecto, pero pronto evolucionaron hasta incluir cocinas en las que se preparaban las comidas.

#### 1900–1950: Materiales más ligeros, nuevos tipos de vagones

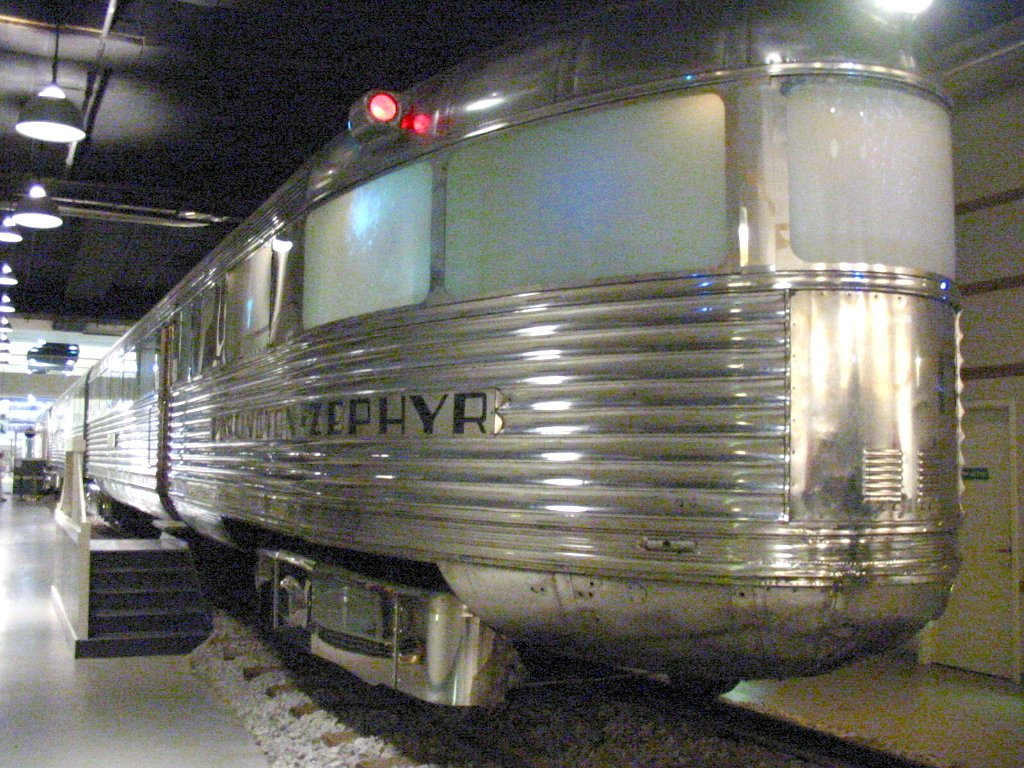
El vagón de observación del Pioneer Zephyr de CB&Q. La carrocería era de acero inoxidable en 1934, se ve aquí en el Museo de Ciencia e Industria de Chicago en 2003.

En la década de 1920, los vagones de pasajeros de los ferrocarriles de ancho estándar más grandes solían tener una longitud de entre 18 y 21 metros. Los vagones de esta época seguían siendo bastante ornamentados, muchos de ellos construidos por experimentados carroceros y hábiles carpinteros.
En los años 30 se generalizó el uso del acero inoxidable en las carrocerías. El típico vagón de pasajeros era ahora mucho más ligero que sus primos "pesados" de madera de antaño. Los nuevos vagones "ligeros" y aerodinámicos transportaban a los pasajeros a una velocidad y comodidad que no se había experimentado hasta entonces. El aluminio y el Cor-ten también se utilizaban en la construcción de coches ligeros, pero el acero inoxidable era el material preferido para las carrocerías. No es el más ligero de los materiales, ni tampoco el más barato, pero los coches de acero inoxidable podían, y a menudo lo hacían, dejarse sin pintar, salvo los reportes de marca de los vagones coche que exigía la ley.
A finales de la década de 1930, los ferrocarriles y los constructores de vagones estrenaron estilos de carrocería e interiores que antes solo podían soñarse. En 1937, la Pullman Company entregó los primeros vagones equipados con habitaciones, es decir, el interior del vagón estaba dividido en compartimentos, al igual que los vagones que todavía se utilizaban ampliamente en Europa. Sin embargo, los vagones Pullman se diseñaron pensando en el viajero individual. La habitación contaba con una gran ventana panorámica, una puerta de privacidad, una cama individual plegable, un lavabo y un pequeño inodoro. La superficie de la habitación era apenas mayor que el espacio que ocupaba la cama, pero permitía al viajero viajar con lujo en comparación con las literas semiprivadas de varios niveles de antaño.
Ahora que los vagones de pasajeros eran más ligeros, podían transportar cargas más pesadas, pero el tamaño de la carga media de pasajeros que viajaba en ellos no aumentó para adaptarse a las nuevas capacidades de los vagones. El vagón de pasajeros medio no podía ser más ancho ni más largo debido a las distancias laterales de las líneas ferroviarias, pero sí podía ser más alto porque seguía siendo más corto que muchos vagones de mercancías y locomotoras. Por ello, los ferrocarriles pronto empezaron a construir y comprar vagones de cúpula y de dos pisos para transportar más pasajeros.

### De 1950 a la actualidad: Avances tecnológicos

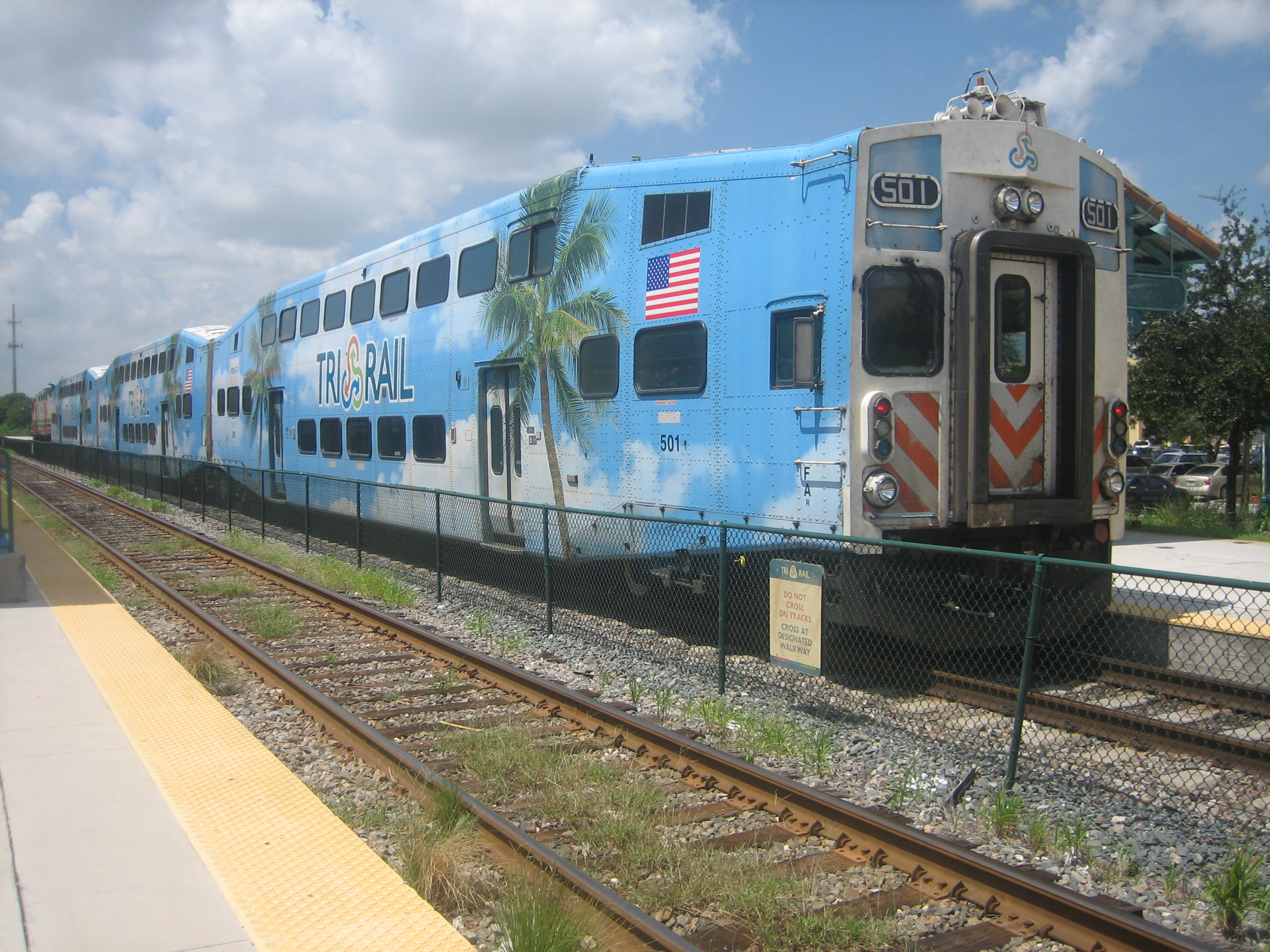
Un autocar BiLevel de Bombardier. Aquí se muestra un vagón de Tri-Rail, un sistema ferroviario regional de cercanías en Florida. Metrolink utiliza vagones similares en California.

En general, los estilos de carrocería han permanecido constantes desde mediados del siglo XX. Aunque los nuevos tipos de vagones no han tenido mucho impacto, los existentes se han mejorado con nuevas tecnologías.
A partir de los años 50, el mercado de los viajes de pasajeros disminuyó en Norteamérica, aunque hubo un crecimiento de los trenes de cercanías. Los mayores espacios libres en Norteamérica permitieron que los vagones de cercanías de dos niveles pudieran albergar a más pasajeros. Estos vagones empezaron a ser comunes en Estados Unidos en la década de 1960.
Mientras que el transporte ferroviario interurbano de pasajeros disminuyó en Estados Unidos durante la década de 1950, el número de pasajeros siguió aumentando en Europa durante ese tiempo. Con el aumento llegó la nueva tecnología en los equipos existentes y en los nuevos. La empresa española Talgo comenzó a experimentar en la década de 1940 con una tecnología que permitía a los ejes dirigir una curva, lo que permitía al tren desplazarse por ella a mayor velocidad. Los ejes de dirección evolucionaron hasta convertirse en mecanismos que también inclinaban el vagón de pasajeros al entrar en una curva para contrarrestar la fuerza centrífuga experimentada por el tren, aumentando aún más la velocidad en las vías existentes. Hoy en día, los trenes de pasajeros basculantes son habituales. Los trenes de Talgo se utilizan en algunas rutas de corta y media distancia, como el Amtrak Cascades que va de Eugene (Oregón) a Vancouver (Columbia Británica).
En agosto de 2016, el Departamento de Transporte aprobó el mayor préstamo de la historia del departamento, 2.450 millones de dólares, para mejorar el servicio de trenes de pasajeros en la región del noreste. Los 2.450 millones de dólares se utilizarán para comprar 28 nuevas unidades de tren para el tren de alta velocidad Acela entre Washington, Filadelfia, Nueva York y Boston. El dinero también se utilizará para construir nuevas estaciones y andenes. También servirá para rehabilitar las vías férreas y mejorar cuatro estaciones, entre ellas la Union Station de Washington y la Penn Station de Baltimore.

### Ferrocarril de alta velocidad

Mapa de las líneas de pasajeros en Estados Unidos. El tramo de alta velocidad se muestra en amarillo.

Actualmente solo hay una línea de alta velocidad en funcionamiento en Estados Unidos: el Acela Express de Amtrak entre Washington D. C., y Boston. Actualmente tiene una velocidad máxima de 240 km/h, y solo en algunos tramos entre Boston y Providence (RI), que pronto será de 260 km/h tras la introducción de los nuevos trenes Avelia Liberty, y que en algunos tramos llegará a 299 km/h. El estado de California está construyendo su propio sistema de trenes de alta velocidad, California High-Speed Rail, construido con estándares de 350 km/h en algunos lugares. El primer tramo en el Valle Central se inaugurará en torno a 2027.

## Reportes de marca del material rodante
Cada pieza de material rodante ferroviario que opera en el servicio de intercambio norteamericano debe llevar un conjunto estandarizado de reportes de marca. Las identificaciones se componen de un código de dos a cuatro letras que identifica al propietario del equipo, acompañado de un número de identificación y de estadísticas sobre la capacidad y la tara (peso sin carga) del equipo. Las identificaciones cuyos códigos terminan en X (como TTGX) se utilizan en los equipos que son propiedad de entidades que no son compañías ferroviarias. Las marcas cuyos códigos terminan en U se utilizan en los contenedores que se transportan en el transporte intermodal, y las marcas cuyos códigos terminan en Z se utilizan en los remolques que se transportan en el transporte intermodal, según la norma ISO 6346. La mayoría de los vagones de mercancías llevan transpondedores RFID de identificación automática de equipos.
Normalmente, los ferrocarriles que operan en Estados Unidos reservan números de identificación de uno a cuatro dígitos para los equipos con motor, como las locomotoras diésel, y números de identificación de seis dígitos para los equipos sin motor. No existe una regla firme para la numeración de los equipos; cada ferrocarril mantiene su propia política de numeración para sus equipos.

## Lista de los principales ferrocarriles de Estados Unidos
- Amtrak
- Ferrocarril BNSF
- Canadian National Railway
- Canadian Pacific Railway
- CSX Transportation
- Kansas City Southern Lines
- Norfolk Southern Railway
- Union Pacific

## Enlaces ferroviarios con países adyacentes
- Canadá - sí - Mismo ancho de vía (1.435 mm) (ninguno vía Alaska)
- México - sí - Mismo ancho de vía (1.435 mm)

## Regulación
La regulación federal de los ferrocarriles se realiza principalmente a través del Departamento de Transporte de los Estados Unidos, especialmente la Administración Federal de Ferrocarriles, que regula la seguridad, y la Junta de Transporte de Superficie, que regula las tarifas, el servicio, la construcción, la adquisición y el abandono de líneas ferroviarias, las fusiones de compañías y el intercambio de tráfico entre compañías.
Los ferrocarriles también están regulados por los distintos estados, por ejemplo a través del Departamento de Servicios Públicos de Massachusetts.